# Catedral da Santa Ascensão (Alagir)
A Catedral da Santa Ascensão (em russo:  Свято-Вознесенский собор) é uma Catedral Ortodoxa localizada na cidade de Alagir república da Ossétia do Norte. Uma das igrejas mais antigas da Ossétia do Norte. 

## Construção
Em 27 de fevereiro de 1850, foi determinada, pela ordem mais alta do imperador, a construção na região de Tersk, perto da vila de Salugardan, a planta de prata-zinco Alagir com base no depósito de Sadon. A vila que surgiu perto da usina foi chamada Alagir. Em 8 de novembro de 1851, foi inaugurada a Catedral da Santa Ascensão. O autor do projeto e o criador de sua primeira pintura inicial foram o famoso arquiteto e artista russo, príncipe G. G. Gagarin. A catedral é feita no estilo bizantino de tufo cinza-rosado trazido da Grécia. 
Em 22 de outubro de1853, a Catedral da Santa Ascensão foi solenemente consagrada na presença do chefe do Distrito de Vladikavkaz, o Major General Ipollit Vrevski, Sua Eminência Isidoro, Arcebispo de Kartalinski e Caquécia, o exarca da Geórgia, com uma grande reunião de fiéis das vilas e aldeias vizinhas. A pintura de paredes interiores e tetos da catedral foi realizada entre 1888 e 1890 por Costa Khetagurov. O tenente-general da infantaria V.V. Treiter (1829-1912) foi enterrado na parede da catedral bem como sua esposa, Ekaterina Ignatievna. 

## Encerramento
Em 19 de setembro de 1927, com base em uma carta do governo nº 351 "Sobre o procedimento para fechar prédios de oração e a eliminação de propriedades religiosas", a catedral foi fechada. Graças às atividades do iluminador da Ossétia, o templo de Babu Zangiyev escapou da destruição . Isso é relatado pela placa memorial , colocada na parede do templo . De 1931 a 1989, o Museu de História Local de Alagir foi localizado no edifício da catedral. 

## Reabertura
Em 1989, por decisão do comitê executivo do conselho distrital dos deputados populares de Alagir, a catedral foi transferida para a Igreja Ortodoxa Russa. O primeiro culto e a cerimônia de abertura da Catedral da Ascensão foram em 29 de abril de 1989. Em 1999, a restauração começou: os murais foram atualizados e o telhado foi completamente substituído. A grande consagração do templo ocorreu em 8 de outubro de 2000, foi realizada pelo metropolita de Stavropol e Vladikavkaz Gedeon (Dokukin) . 

## Reitores
- Arcebispo Konstantin Dzhioev (1990-1992)
- Arcebispo Jacob Freeling (1992-1994)
- Arcebispo Nikolai Zhukov (1994-1995)
- Arcebispo Sergiy Maltsev (1995-1997)
- Arcebispo Vladimir Kolesnikov (2000—2010)
- Hegumen Innokenty (Vasetsky) (atualmente bispo de Magnitogorsk) (2010-2011)
- Padre Joseph Gagkaev (abril - julho de 2011)
- Hieromonk Gaius (Bitiev) (desde julho de 2011)

## Galeria
|                  |               |                      |                           |                 |
| Parte da fachada | Torre sineira | Muralha da fortaleza | Túmulo do General Treiter | Vista do jardim |